# سيطرة (فلم 2007)
سيطرة (بالإنجليزية: Control) هو فيلم سيرة ذاتية صدر سنة 2007 حول حياة إين كورتيس مغني فرقة جوي ديفيجن الإنجليزية التي ظهرت في أواخر السبعينات. يُعد أول فيلمٍ من إخراج أنطون كربيجن الذي عمل مع الفرقة كمصور. اعتمد مات غرينهالف في كتابته للسيناريو على السيرة الذاتية التي تحمل عنوان «لمس من بعيد» من تأليف أرملة المغني، ديبورا التي شاركت في إنتاج الفيلم. شارك أنطوني ويلسون الذي أصدر ألبومات الفرقة عبر شركته فاكتوري ريكوردز في إنتاج الفيلم أيضاً. صُوِّر الفيلم في نوتينغهام، مانشستر، وماكلسفيلد. يأتي اسم الفيلم من أغنيةٍ لجوي ديفيجين عنوانها «لقد فقدت السيطرة».
يؤدي سام رايلاي وسامانثا مورتن دوري إين وديبورا كورتيس، ويصور الفيلم الأحداث التي وقعت في حياة الزوجين من سنة 1973 إلى 1980، مُركزاً على زواجهما، فرقة جوي ديفيجن، كفاح إين مع مرض الصرع وعلاقته مع الصحفية البلجيكية أنيك أونوري، ومختتماً بانتحاره في ماي 1980. عُرض فيلم سيطرة لأول مرة في مهرجان كان السينمائي يوم 17 مايو 2007 وفاز بعدة جوائز.

## القصة
تدور أحداث الفيلم حول بدايات فرقة وارساو وحياة المغن إين كورتيس (سام رايلاي) منذ زواجه بديبورا كورتيس (سامانثا مورتن) حتى انتحاره صبيحة يوم الأحد 18 مايو 1980. تغير اسم الفرقة إلى جوي ديفيجن وبدأت بالنجاح واستقطاب الجماهير خاصةً بعد انتداب مدير أعمال جديد روب غريتون (توبي كيبيل).
التقى إين كورتيس بالصحفية أنيك (ألكسندرا ماريا لارا) لإجراء حوارٍ، فتطورت العلاقة بينهما للتحول إلى علاقةٍ غراميّةٍ. لكن مع دخول إين في علاقة مع أنيك ومرضه بالصرع، تكررت حالات الاكتآب عنده خاصةً بعد اكتشاف زوجته لعلاقته بآنيك. غنّى إين في تلك الفترة أغنية لقد فقدَت السيطرة (She's Lost Control)، واستناداً لعنوان تلك الأغنية التي لقيت نجاحاً كبيراً تمت تسمية الفيلم سيطرة.
في أبريل 1980، استضاف الصحفي والناشط في التلفزة البريطانية أنطوني ويلسون (كراغ باركينسون) الفرقة في برنامجه، وكانت فرصةً ناجحةً للفرقة حيث أعجب الجمهور بهم. وعقد معهم أنطوني عقد شراكةٍ لتوزيع ألبوماتهم. لم تساعد هذه النجاحات في تحسن الحالتين الصحية والنفسية لإين كورتيس، بل ازدادا لأمر سوءً حتى انتهى به الأمر للانتحار صبيحة يوم أول جولةٍ للفرقة في أمريكا. وبعد وفات المغنّي كورتيس تحول اسم الفرقة جوي ديفيجن إلى نيو أوردر أو تنظيمٍ جديدٍ. وترك ابنةً تسمى ناتالي التي وُلدت في أبريل 1979.

## طاقم التمثيل
- سام رايلاي بدور إين كورتيس.
- سامانثا مورتن بدور ديبورا كورتيس.
- ألكسندرا ماريا لارا في دور أنيك أونوري.
- توبي كيبيل بدور روب غريتون، مدير أعمال الفرقة.
- كراغ باركينسون بدور أنطوني ويلسون.
- جو اندرسون بدور بيتر هوك.

## الإنتاج
كان مخرج الفيلم أنطون كربيجن من محبي فرقة جوي ديفيجن منذ بداياتها.
كما ساهم بتوظيف أرملة المغني ديبورا كورتيس كأحد منتجي للفيلم، وفرقة نيو أوردر في أغاني الفيلم من إضفاء الكثير من الواقعية للفيلم وتقريبه لحياة المغني.
تمّ تصوير الفيلم في مدن مانشستر، نوتينغهام وماكليسفيلد حيث عاش إين كورتيس وتكونت فرقة وارساو التي تحول اسمها لاحقاً إلى جوي ديفيجن. تم تصوير الفيلم بالألوان ثم أُصدر بدونها، ليكون أقرب للموضوع التراجيدي للفيلم بشكلٍ عامٍ وحياة المغني بشكلٍ خاصٍ. من بين المنتجين للفليم نجد الصحفي والناشط الإذاعي والتلفزي البريطاني أنطوني ويلسون وهو أول من قدّم فرقة جوي ديفيجن للجمهور عبر استضافته لهم في أبريل 1980، وعرفهم الجمهور بأغنية Transmission. هكذا جمع الفيلم مجموعةً ممن تعاملوا من قبل مع الفرقة وأشخاصاً مقربين من المغني مما ساهم في مصداقيته ونجاحه، فضلاً عن إدراجه لأغانٍ اشتهرت بها الفرقة مثل أغنية Love Will Tear Us Apart.

## الإصدار
حصلت شركة وينشتاين على حقوق إصدار الفيلم وتوزيعه في أمريكا الشمالية بعد نجاحه في مهرجان كان. أُصدرت نُسخة الدي في دي من الفيلم في المملكة المتحدة في 11 فبراير 2008، تبعها نسخة الدي في دي الأسترالية في 12 مارس 2008، ثم نسخة أمريكا الشمالية في 3 يونيو 2008.

### الميزانية والإيرادات
أنتج الفيلم بميزانيّةٍ بلغت 4,500,000 يورو، وحقق أرباحاً تقدر بـ 8,159,508 دولار، 71% من هذه الأرباح هي من بلدانٍ خارج المملكة المتحدة.

### ردود النقاد
بيتر برادشو، أحد كبار مراجعي الأفلام، ذكر لصحيفة الغارديان أنّ الفيلم: «أفضل فيلمٍ في السنة: عاطفيٌ، كئيبٌ بشكلٍ مضحك، ويُقدم بطريقةٍ مميّزة فيلماً سينمائيّاً ملحميّاً لكورتيس.» تلقى الفيلم مراجعاتٍ جيدةً من مختلف النقاد حيث حصل على نسبة 87% على موقع الطماطم الفاسدة بناءً على 146 مراجعة.

### الجوائز والترشيحات
| السنة | المناسبة                      | الفئة                                  | المرشح/الفائز | النتيجة |
| ----- | ----------------------------- | -------------------------------------- | ------------- | ------- |
| 2008  | جوائز بافتا                   | جائزة كارل فورمان للقادم الجديد الواعد | مات غرينهالج  | فوز     |
| 2008  | جوائز بافتا                   | أفضل ممثلة مساعدة                      | سامانثا مورتن | رُشِّح     |
| 2008  | جوائز إمباير، المملكة المتحدة | أفضل ممثل قادم                         | سام رايلاي    | فوز     |

## وصلات خارجية
- سيطرة على موقع IMDb (الإنجليزية)
- سيطرة على موقع ميتاكريتيك (الإنجليزية)
- سيطرة على موقع روتن توميتوز (الإنجليزية)
- سيطرة على موقع نتفليكس (الإنجليزية)
- سيطرة على موقع ألو سيني (الفرنسية)
- سيطرة على موقع Turner Classic Movies (الإنجليزية)
- سيطرة على موقع أول موفي (الإنجليزية)
- سيطرة على موقع بوكس أوفيس موجو (الإنجليزية)
- سيطرة على موقع فيلمافينيتي (الإسبانية)
- سيطرة على موقع قاعدة بيانات الأفلام السويدية (السويدية)